# Arbër Hoxha
Arbër Hoxha (* 6. Oktober 1998 in Heidelberg, Deutschland) ist ein albanisch-kosovarischer Fußballspieler.

## Karriere

### Vereine
Nachdem Hoxha bis 2016 hauptsächlich in der Jugend des KF Istogu gespielt hatte, wechselte er im Sommer des Jahres in die U19 des kosovarischen Vereins FC Prishtina, bei dem er ab 2017 fix zum Kader der ersten Mannschaft gehörte. Von August 2017 bis Januar 2018 folgte eine Leihe zum KF Besa und anschließend, zur Saison 2019/20, ein Wechsel zum KF Ballkani. Zur Saison 2021/22 begab er sich erstmals nach Kroatien, wo er nun für Lokomotiva Zagreb auflief. Noch während der laufenden Saison wechselte er Februar 2022 zu Slaven Belupo. Im Januar 2024 wechselte er zu Dinamo Zagreb. Am Saisonende gewann er mit der Mannschaft die Meisterschaft, zu der er mit 15 Einsätzen und einem Tor beigetragen hatte, und den nationalen Vereinspokal, in dem er das Halbfinale und das in Hin- und Rückspiel ausgetragene Finale bestritt.

### Nationalmannschaft
Für die kosovarische U21-Nationalmannschaft kam Hoxha im Oktober 2019 einmal in der Qualifikation für die Europameisterschaft zum Einsatz. Sein Debüt für die A-Nationalmannschaft gab er bei der 0:1-Niederlage im Freundschaftsspiel gegen Schweden, per Einwechslung zur zweiten Halbzeit für Zymer Bytyqi. Im Juni 2021 bestritt er zwei weitere Freundschaftsspiele. Im letzten davon, dem 1:0-Sieg über die Nationalmannschaft Gambias, erzielte er sein erstes Länderspieltor.
Anschließend wurde er nicht mehr nominiert bzw. eingesetzt. Da er bislang nur drei Freundschaftsspiele bestritten hatte, durfte er den Verband wechseln. Für die A-Nationalmannschaft Albaniens wurde er erstmals für Freundschaftsspiele im März 2024 nominiert und in diesen auch immer eingewechselt. Ende Mai 2024 gehörte er dem Kader für die Europameisterschaft 2024 an.

## Erfolge
- Kroatischer Meister 2024
- Kroatischer Pokal-Sieger 2024